# Fiľakovo
Fiľakovo (węg. Fülek, niem. Fülleck) – miasto na Słowacji w kraju bańskobystrzyckim, w powiecie Łuczeniec. W 2011 roku liczyło 10 817 mieszkańców, z czego 53,5% stanowili Węgrzy, 28,0% Słowacy, 3,7% Romowie. Pierwsza pisemna wzmianka o miejscowości pochodzi z 1242 roku.
W Fiľakovie urodziła się Ľudmila Melicherová, rekordzistka Słowacji w maratonie.

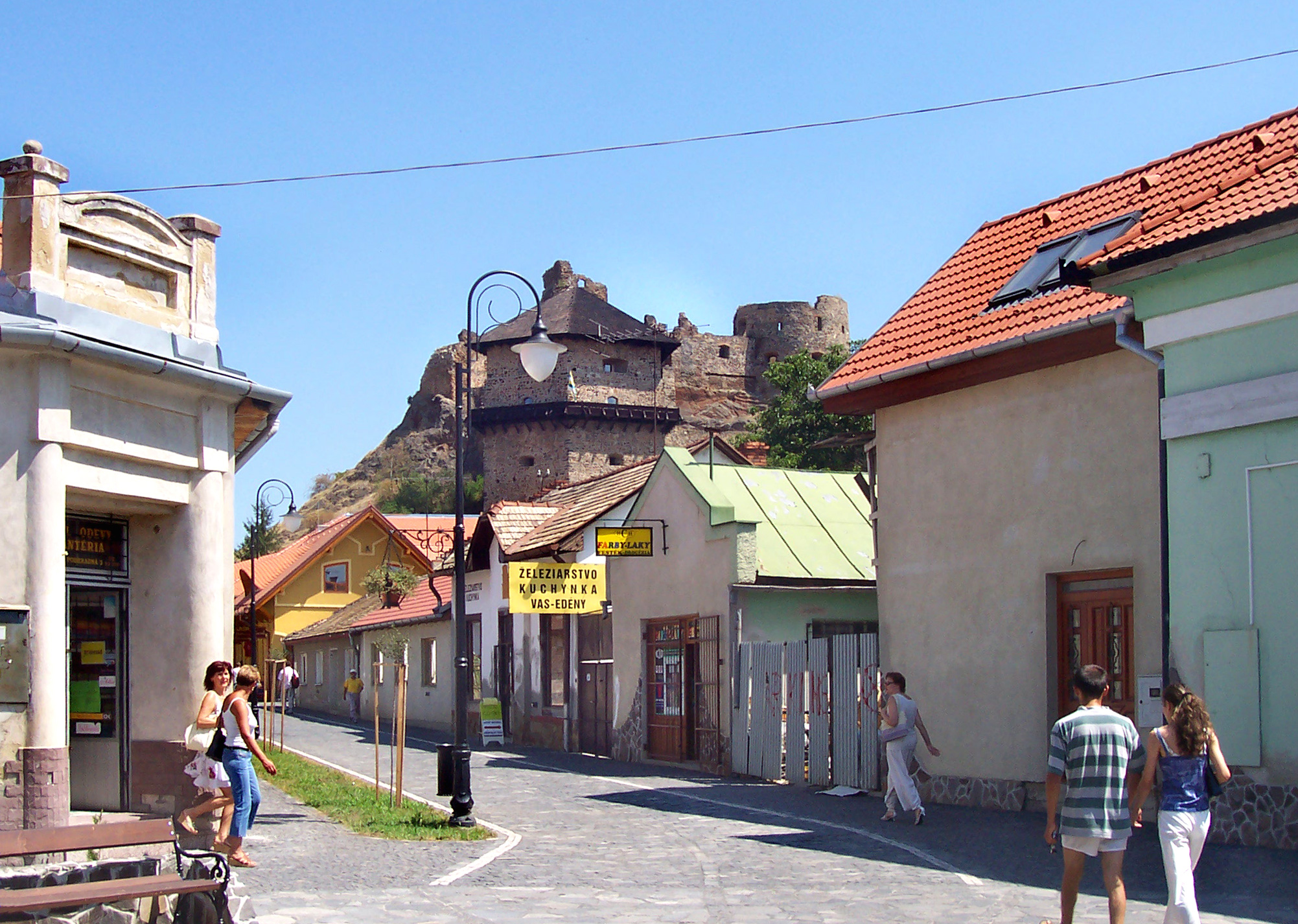

## Miasta partnerskie
- Bátonyterenye
- Salgótarján
- Szécsény
- Szigethalom